# Emblem (Wyoming)
Emblem (bis 1918 Germania) ist ein gemeindefreier Ort (unincorporated community) im Big Horn County im US-Bundesstaat Wyoming. 2007 hatte er 105 Einwohner.

## Geografie
Emblem liegt im nördlichen Teil des Bighorn Basin, westlich der Bighorn Mountains und nordöstlich der Absaroka Mountains im Norden von Wyoming auf einer Höhe von 1356 m. Der Ort liegt im fruchtbaren Flusstal des Dry Creek, der unmittelbar nördlich des Ortes nach Osten verläuft und bei Greybull in den Bighorn River mündet. Emblem liegt 7 km nordöstlich von Burlington, 15 km nordwestlich von Otto sowie 27 km westlich von Greybull. Der Ort liegt an den in West-Ost-Richtung verlaufenden Highways US-14, US-16 und US-20, die nach Westen bis Cody im Park County verlaufen und nach Osten Anschluss an US-16 und WYO-789 bieten. Nach Süden verläuft zudem der Wyoming Highway 30 über Burlington nach Otto, nach Norden führt der Wyoming Highway 32 bis Lovell.

## Geschichte
Der Ort wurde im Jahr 1896 von deutschen Lutheranern als Germania gegründet, als die Big Horn Basin Development Company Bewässerungsprojekte in der Region vorantrieb. 1899 wurde das erste Postamt eröffnet. Aufgrund zunehmender Deutschfeindlichkeit während des Ersten Weltkriegs wurde der Ort im Jahr 1918 in Emblem umbenannt.

## Demographie
Stand 2007 lebten in Emblem 105 Menschen in 35 Haushalten. Ethnisch betrachtet setzte sich die Bevölkerung zusammen aus 81 % Weißen, 12 % stammten von zwei oder mehr ethnischen Gruppen ab. Die durchschnittliche Familiengröße lag bei 3 Personen. Das Durchschnittsalter betrug 30 Jahre.